# Saint-Dizier-Masbaraud
Saint-Dizier-Masbaraud is een gemeente in het Franse departement Creuse (regio Nouvelle-Aquitaine). De plaats maakt deel uit van het arrondissement Guéret. Saint-Dizier-Masbaraud is op 1 januari 2019 ontstaan door de fusie van de gemeenten Masbaraud-Mérignat en Saint-Dizier-Leyrenne. De gemeente telde 1.134 inwoners op 1 januari 2022.

## Geografie
De oppervlakte van Saint-Dizier-Masbaraud bedraagt 67,02 km², de bevolkingsdichtheid is 17 inwoners per km² (per 1 januari 2019).
De onderstaande kaart toont de ligging van Saint-Dizier-Masbaraud met de belangrijkste infrastructuur en aangrenzende gemeenten.

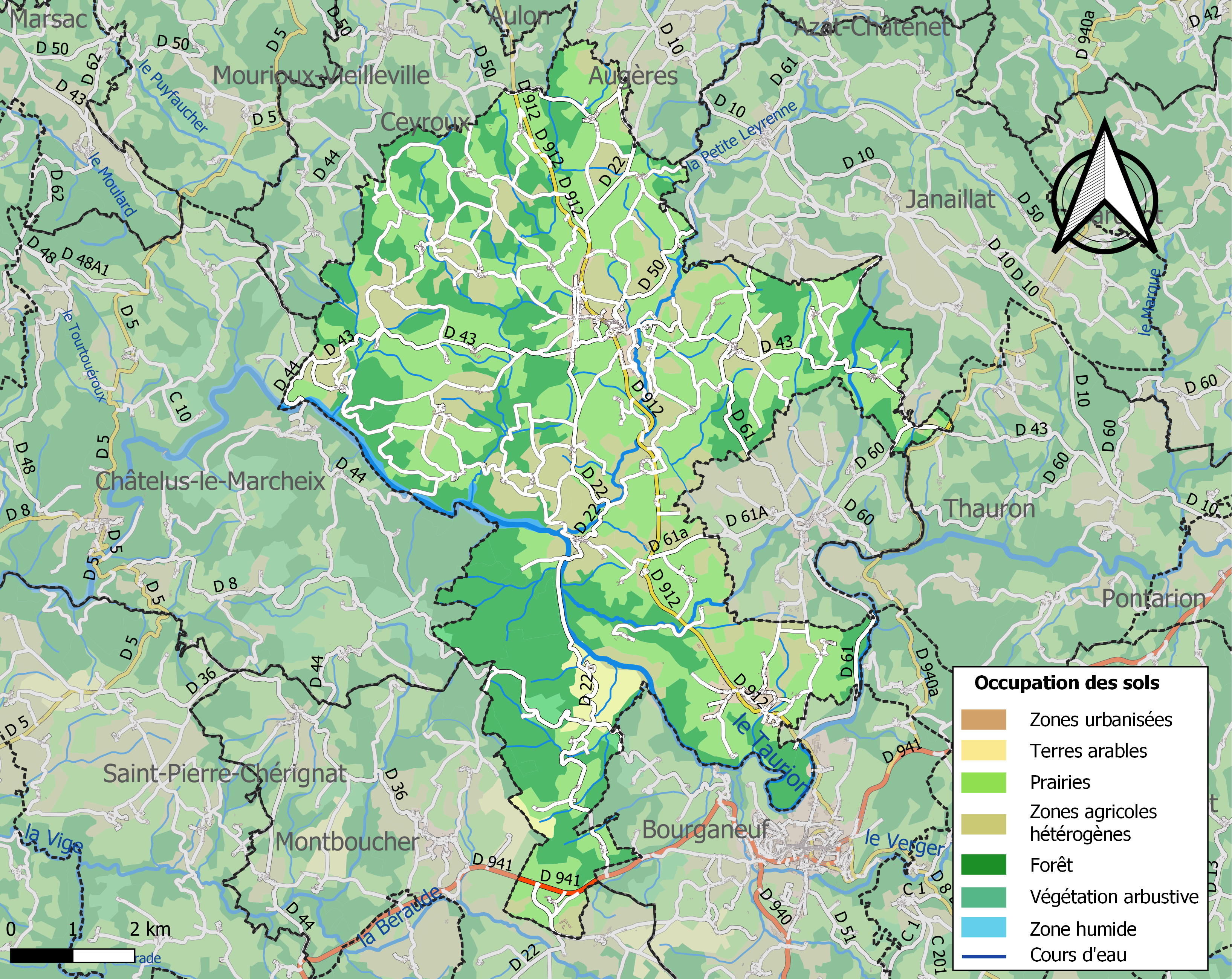